# Kauniainen
Kauniainen (Zweeds: Grankulla) is een gemeente en stad in de Finse provincie Zuid-Finland en in de Finse regio Uusimaa. De gemeente heeft een landoppervlakte van 5,89 km² en telt 10.284 inwoners (2022).
Kauniainen is een tweetalige gemeente met Fins als meerderheidstaal (± 60%) en Zweeds als minderheidstaal. Kauniainen ligt als enclave binnen de gemeente Espoo en maakt deel uit van de stedelijke regio van Helsinki.
Omwille van heel lage gemeentebelastingen en de nabijheid van de hoofdstad komen veel rijke Finnen uit de regio van Helsinki zich in Kauniainen vestigen.

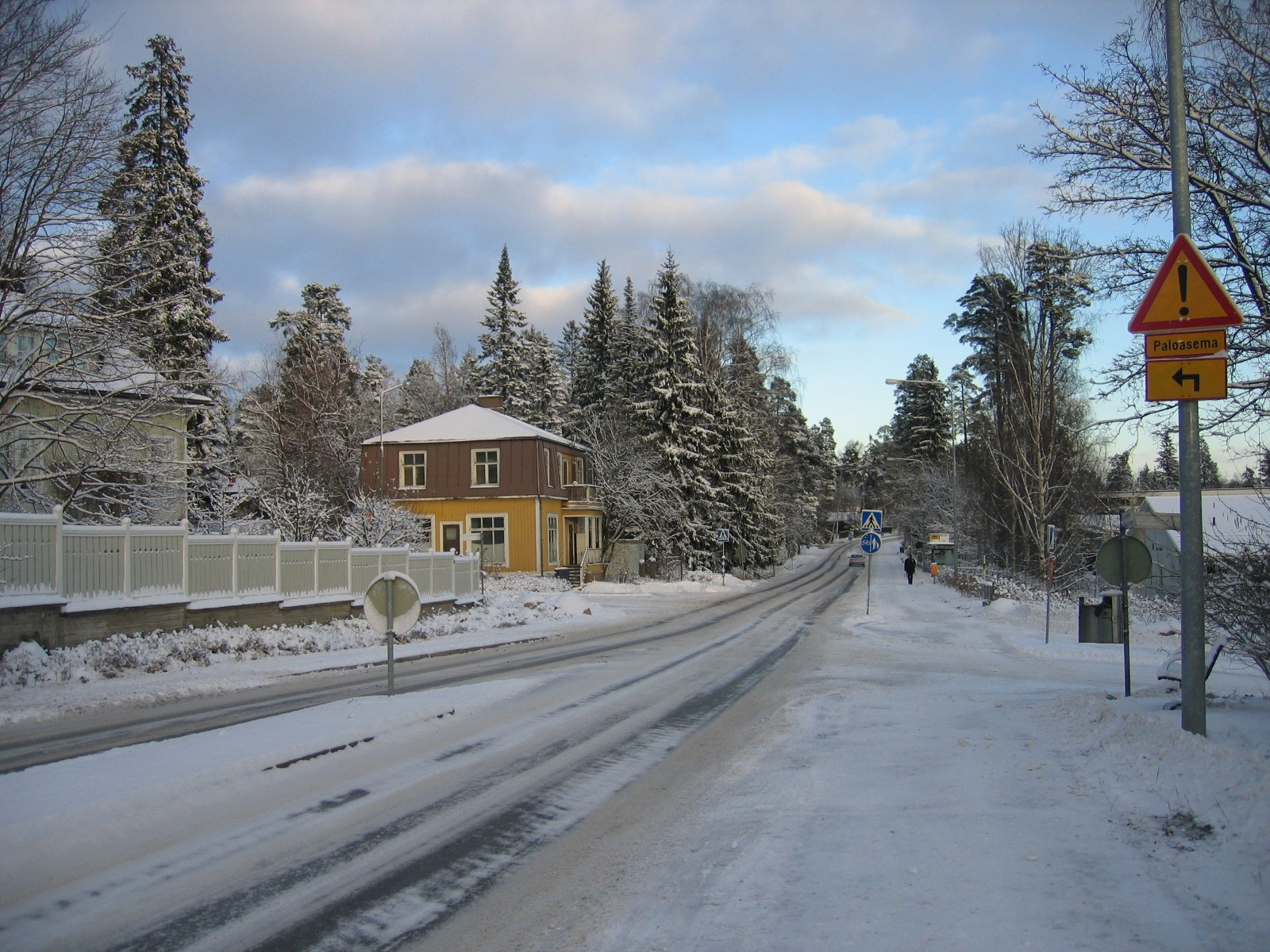
Straatbeeld